# Zhang Wentian
Acesta este un nume chinezesc; numele de familie este Zhang.
Zhang Wentian (张闻天, n. 30 iunie 1900 — d. 1 iulie 1976) a fost un politician chinez, ministru adjunct al afacerilor externe din decembrie 1954 până în noiembrie 1960. A participat la Marșul cel Lung, a fost ambasador în Uniunea Sovietică din aprilie 1951 până în ianuarie 1955 și o figură importantă din afacerile lui Peng Dehuai de la Conferința Lushan din 1959.